# Raditladi (cratère)

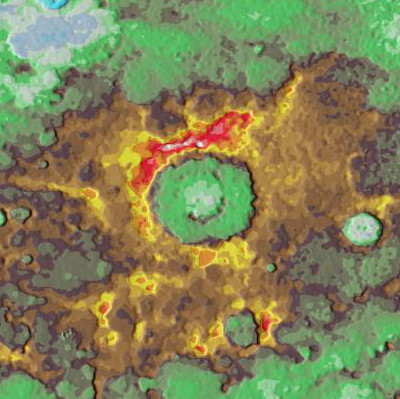
Topographie du bassin de Raditladi

Le bassin Raditladi est un grand cratère d'impact annulaire en pointe sur Mercure ayant un diamètre de 263 km. À l'intérieur de son anneau se trouve un système d'auges d'extension concentriques en graben, qui est une surface rare sur Mercure. Le sol de Raditladi est partiellement recouvert de plaines lisses relativement lisses, qui seraient le produit d'effusion dû au volcanisme. Les creux peuvent également provenir de processus volcaniques sous le plancher de Raditladi. Le bassin est relativement jeune - probablement moins d'un milliard d'années, avec seulement quelques petits cratères d'impact sur son plancher et avec des parois de bassin bien préservées et une structure en anneau de crête.

## Contexte
Lors de son premier survol de Mercure en janvier 2008, la sonde spatiale MESSENGER a découvert ce grand cratère d'impact environ 2000 km à l'ouest du bassin Caloris sur la partie de la surface de Mercure qui n'était pas été observée par Mariner 10. Ce cratère (ou bassin du fait de sa largeur) a été nommé en avril 2008 Raditladi, d'après Leetile Disang Raditladi (en) (1910–1971), dramaturge et poète botswanais. Raditladi est l'un des plus jeunes cratères de Mercure.

## Géologie

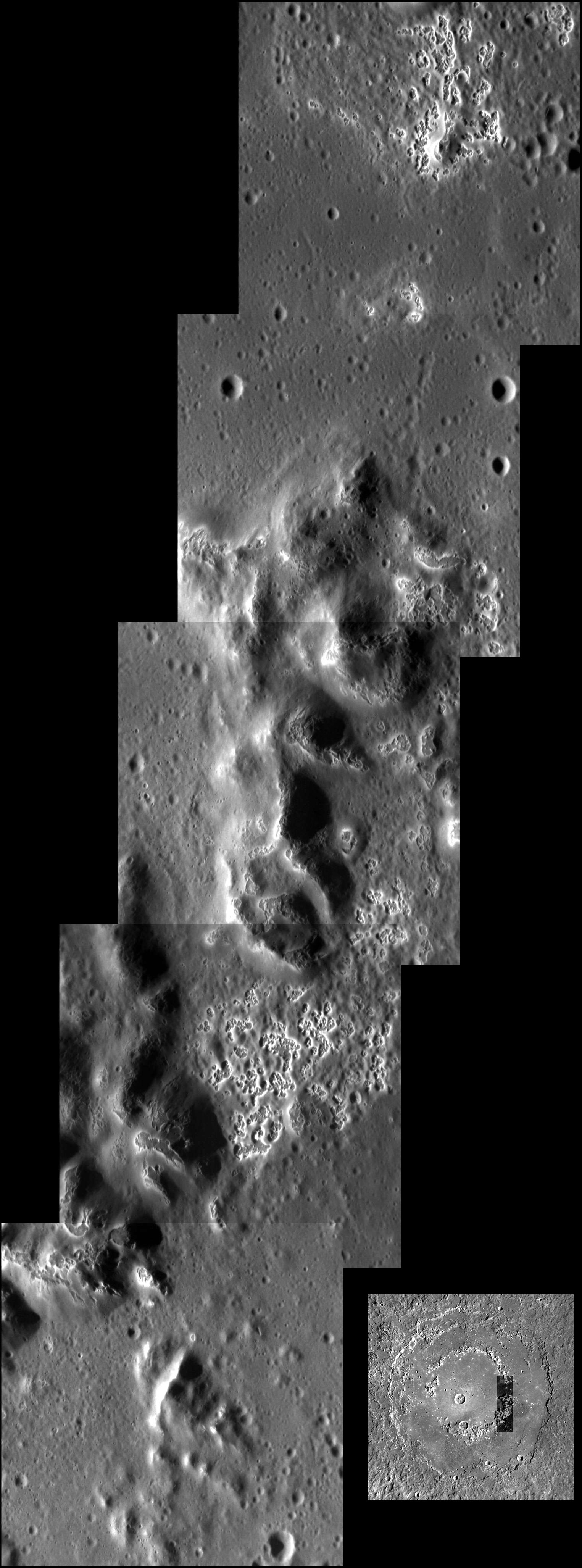
Mosaïque haute résolution d'une partie du pic central.

La partie centrale de Raditladi est occupée par un grand anneau en pic d'un diamètre de 125 km. L'anneau est légèrement décalé par rapport au centre géométrique du bassin dans la direction nord-ouest. Le sol de Raditladi est couvert par deux types de terrain : les plaines lisses claires et les plaines bosselées sombres. Les premiers enchevêtrent partiellement les plaines bosselées et sont probablement d'origine volcanique. Ces derniers sont présents principalement sur une partie du sol entre l'anneau de crête et le bord du cratère. Les plaines bosselées sont légèrement plus bleues que les plaines lisses. Les zones à l'extérieur de Raditladi sont couvertes par un éjecta d'impact relativement bleu foncé. Les massifs des anneaux de crête à certains endroits exposent un matériau bleu vif identique à celui des sols de certains cratères d'impact mercuriens brillants, appelés Bright Crater Floor Deposits (BCFD). Les BCFD à Raditladi sont reconnus plus généralement comme un sous-ensemble d'un relief désormais appelé hollow (creux).

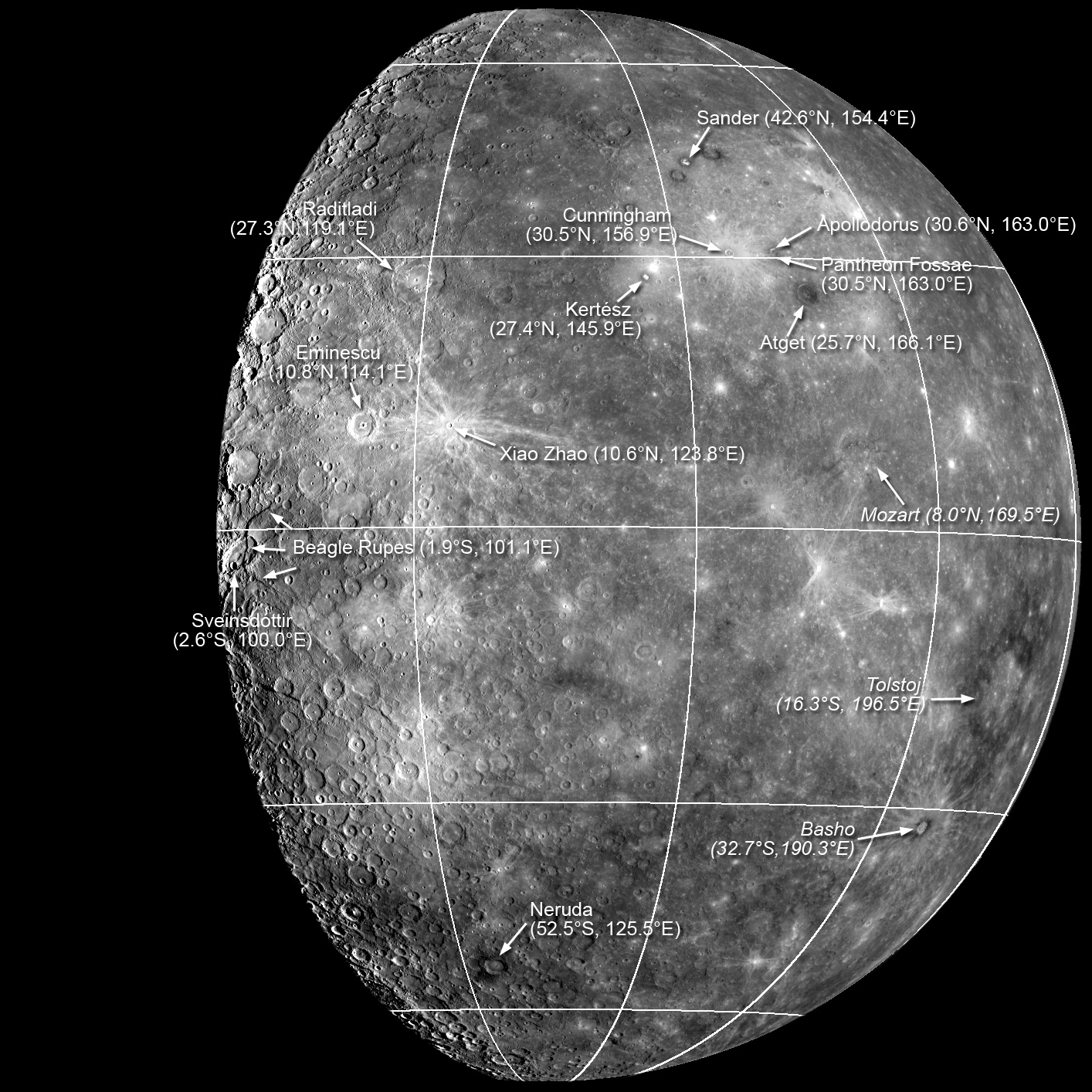
Position de Raditladi sur Mercure.

Visibles sur le sol de Raditladi à l'intérieur de l'anneau de pic se trouvent des auges concentriques étroites, formées par extension (écartement) de la surface. Les auges sont disposées selon un motif circulaire d'environ 70 km de diamètre. On pense qu'ils sont graben. Le centre géométrique du système de graben coïncide avec le centre de Raditladi et est décalé par rapport au centre du complexe d'anneaux de crête.
Les auges d'extension sur Mercure sont assez rares, n'ayant été vues que dans quelques autres endroits :  
- le bassin Rachmaninoff, qui est similaire à bien d'autres égards à Raditladi ;
- dans le cadre du Pantheon Fossae et d'autres auges du bassin de Caloris ;
- sur le sol de Rembrandt, un grand bassin découvert lors du deuxième survol de Mercure par MESSENGER.

Comprendre comment ces creux se sont formés dans le jeune bassin de Raditladi pourrait fournir un indicateur important des processus qui ont agi relativement récemment dans l'histoire géologique de Mercure. Il existe deux théories principales de la formation des graben. La première est qu'elles représentent une manifestation de surface de digues annulaires (ring dikes) ou de cônes (cone sheets). Les deux types de structures se forment lorsque le magma d'un réservoir profond s'introduit dans les roches sous-jacentes le long de fractures coniques ou cylindriques. La deuxième hypothèse soutient que le graben s'est formé à la suite du soulèvement du sol provoqué par le poids des plaines lisses à l'extérieur du cratère. De telles plaines sont en effet présentes au nord et à l'est de Raditladi, bien que leur épaisseur et leur âge ne soient pas connus.

## Âge
L'âge relatif de tout élément de surface peut être déterminé à partir de la densité de cratères d'impact sur celui-ci. La densité des cratères sur le sol de Raditladi est environ 10 % de celle des plaines à l'ouest de Caloris. La densité de cratères est la même sur les plaines couvertes d'éjectas à l'extérieur du bassin. Les plaines lisses et les plaines bosselées ont également la même densité de cratères et donc le même âge apparent. La faible densité de cratères indique que Raditladi est beaucoup plus jeune que Caloris. Il se peut qu'il se soit formé au cours du dernier milliard d'années, alors que l'âge de Caloris est de 3,5 à 3,9 milliards d'années.
Le jeune âge de Raditladi montre que l'activité volcanique effusive sur Mercure a duré beaucoup plus longtemps qu'on ne le pensait, pouvant s'étendre au dernier milliard d'années.